# Deuxième circonscription de Debresina
La deuxième circonscription de Debresina est une des 135 circonscriptions législatives de l'État fédéré Amhara, elle se situe dans la Zone Sud Wollo. Son représentant actuel est Assen Muheye Yimer.